# نفت بر پایه کشور

نقشه‌ای از تولید نفت جهانی (۲۰۱۳)

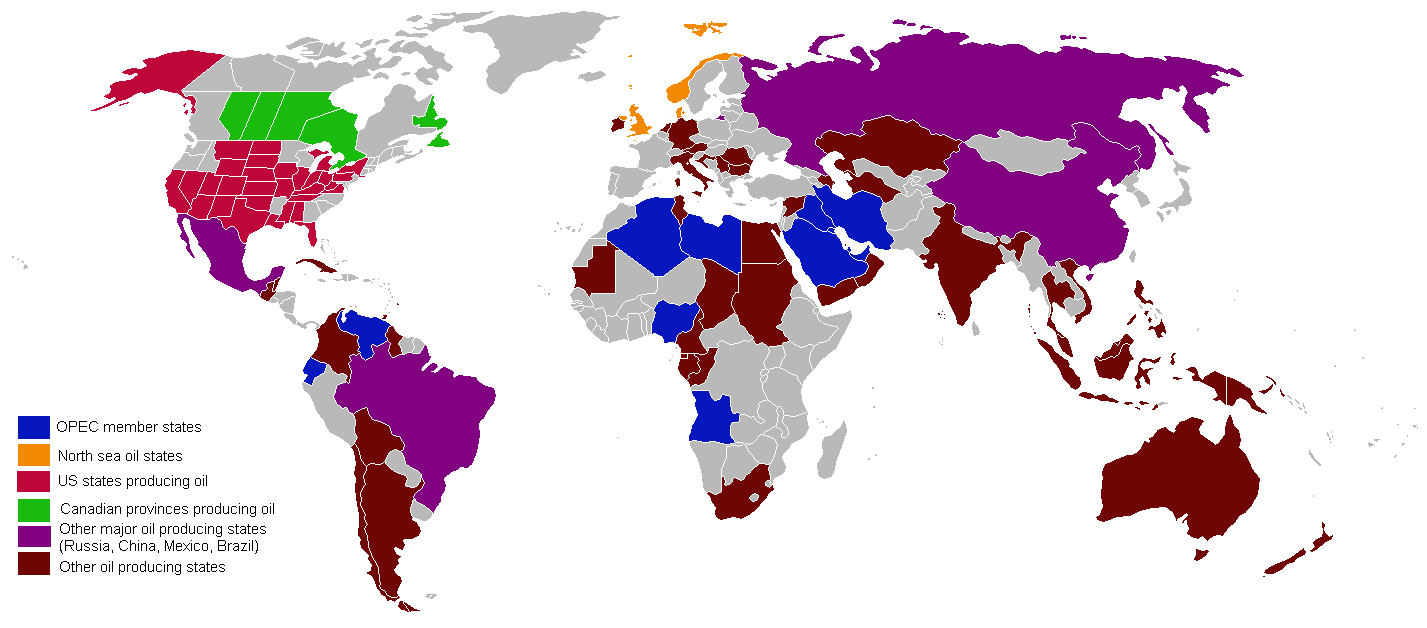
کشورهای تولیدکننده نفت (اطلاعات از ۲۰۰۶–۲۰۱۲)

این مقاله شامل یک جدول که نشان‌دهنده ذخایر اثبات‌شده، تولید، مصرف، صادرات و واردات نفت توسط بر پایه کشورها است، می‌باشد.

## فهرست‌های وابسته
- فهرست کشورها بر پایه ذخایر نفتی[۱]
- فهرست کشورها بر پایه تولید نفت[۲]
- فهرست کشورها بر پایه مصرف نفت[۳]
- فهرست کشورها بر پایه صادرات نفت[۴]
- فهرست کشورها بر پایه واردات نفت[۵]

## کشورها
| رتبه | کشور                      | ذخایر اثبات شده (بشکه) | تاریخ        | تولید (بشکه/روز) | تاریخ               | مصرف (بشکه/روز) | تاریخ   | صادرات (بشکه/روز) | تاریخ   | واردات (بشکه/روز) | تاریخ |
| ---- | ------------------------- | ---------------------- | ------------ | ---------------- | ------------------- | --------------- | ------- | ----------------- | ------- | ----------------- | ----- |
| ۱    | ونزوئلا                   | ۲۹۸٬۳۵۰٬۰۰۰٬۰۰۰        | ۰۱-ژانویه-۱۳ | ۳٬۰۲۳٬۰۰۰        | ۲۰۱۳                | ۵۷۱٬۰۰۰         | ۲۰۱۱    | ۲٬۴۵۲٬۰۰۰         | ۲۰۱۱    | ۰                 | ۲۰۱۱  |
| ۲    | عربستان سعودی             | ۲۶۷٬۹۰۰٬۰۰۰٬۰۰۰        | ۰۱-ژانویه-۱۳ | ۹٬۶۸۴٬۷۰۰        | ۲۰۱۳                | ۲٬۸۱۷٬۰۰۰       | ۲۰۱۱    | ۶٬۸۸۰٬۰۰۰         | ۲۰۱۱    | ۰                 | ۲۰۱۱  |
| ٣    | ایران                     | ٢١١٬۶۰۰٬۰۰۰٬۰۰۰        | ۰۱-ژانویه-٢٠ | ۳٬۱۱۳٬۳۰۰        | ۲۰۱۳                | ۱٬۷۰۹٬۰۰۰       | ۲۰۱۲    | ۲٬۴۴۵٬۰۰۰         | ۲۰۱۱    | ۱۵٬۶۰۰            | ۲۰۱۰  |
| ۴    | کانادا                    | ۱۷۳٬۱۰۰٬۰۰۰٬۰۰۰        | ۰۱-ژانویه-۱۳ | ۳٬۳۲۴٬۳۰۰        | ۲۰۱۳                | ۲٬۲۵۹٬۰۰۰       | نامعلوم | ۱٬۵۷۶٬۰۰۰         | ۲۰۱۱    | ۷۷۰٬۳۰۰           | ۲۰۱۰  |
| ۵    | عراق                      | ۱۴۱٬۴۰۰٬۰۰۰٬۰۰۰        | ۰۱-ژانویه-۱۳ | ۳٬۰۵۴٬۴۰۰        | ۲۰۱۳                | ۸۱۸٬۰۰۰         | ۲۰۱۱    | ۲٬۳۹۰٬۰۰۰         | ۲۰۱۳    | ۰                 | ۲۰۱۳  |
| ۶    | کویت                      | ۱۰۴٬۰۰۰٬۰۰۰٬۰۰۰        | ۰۱-ژانویه-۱۳ | ۲٬۶۵۰٬۰۰۰        | ۲۰۱۳                | ۳۳۹٬۰۰۰         | ۲۰۱۱    | ۱٬۳۹۵٬۰۰۰         | ۲۰۱۰    | ۰                 | ۲۰۱۰  |
| ۷    | امارات متحده عربی         | ۹۷٬۸۰۰٬۰۰۰٬۰۰۰         | ۰۱-ژانویه-۱۳ | ۲٬۸۲۰٬۰۰۰        | ۲۰۱۳                | ۵۷۲٬۱۰۰         | ۲۰۱۱    | ۲٬۱۴۲٬۰۰۰         | ۲۰۱۰    | ۰                 | ۲۰۱۰  |
| ۸    | روسیه                     | ۸۰٬۰۰۰٬۰۰۰٬۰۰۰         | ۰۱-ژانویه-۱۳ | ۱۰٬۰۵۳٬۸۰۰       | ۲۰۱۳                | ۳٬۱۹۶٬۰۰۰       | ۲۰۱۲    | ۴٬۷۲۰٬۰۰۰         | ۲۰۱۳    | ۱۶٬۳۸۰            | ۲۰۱۲  |
| ۹    | لیبی                      | ۴۸٬۰۱۰٬۰۰۰٬۰۰۰         | ۰۱-ژانویه-۱۳ | ۹۱۸٬۳۰۰          | ۲۰۱۳                | ۳۱۴٬۰۰۰         | ۲۰۱۱    | ۱٬۳۷۸٬۰۰۰         | ۲۰۱۰    | ۰                 | ۲۰۱۰  |
| ۱۰   | نیجریه                    | ۳۷٬۲۰۰٬۰۰۰٬۰۰۰         | ۰۱-ژانویه-۱۳ | ۲٬۳۶۷٬۴۰۰        | ۲۰۱۳                | ۲۷۱٬۶۰۰         | ۲۰۱۱    | ۲٬۳۴۱٬۰۰۰         | ۲۰۱۰    | ۰                 | ۲۰۱۰  |
| ۱۱   | قزاقستان                  | ۳۰٬۰۰۰٬۰۰۰٬۰۰۰         | ۰۱-ژانویه-۱۳ | ۱٬۵۷۲٬۹۰۰        | ۲۰۱۳                | ۲۴۴٬۲۰۰         | ۲۰۱۱    | ۱٬۴۰۶٬۰۰۰         | ۲۰۱۰    | ۱۱۹٬۶۰۰           | ۲۰۱۰  |
| ۱۲   | قطر                       | ۲۵٬۳۸۰٬۰۰۰٬۰۰۰         | ۰۱-ژانویه-۱۳ | ۱٬۵۵۳٬۰۰۰        | ۲۰۱۳                | ۱۸۹٬۷۰۰         | ۲۰۱۲    | ۱٬۳۸۹٬۰۰۰         | ۲۰۱۲    | ۰                 | ۲۰۱۰  |
| ۱۳   | ایالات متحده آمریکا       | ۲۰٬۶۸۰٬۰۰۰٬۰۰۰         | ۰۱-ژانویه-۱۳ | ۷٬۴۴۳٬۴۰۰        | ۲۰۱۳                | ۱۸٬۸۴۰٬۰۰۰      | ۲۰۱۱    | ۴۱٬۶۴۰            | ۲۰۱۰    | ۹٬۲۱۳٬۰۰۰         | ۲۰۱۰  |
| ۱۴   | چین                       | ۱۷٬۳۰۰٬۰۰۰٬۰۰۰         | ۰۱-ژانویه-۱۳ | ۴٬۱۶۴٬۱۰۰        | ۲۰۱۳                | ۹٬۷۹۰٬۰۰۰       | ۲۰۱۱    | ۳۳٬۰۰۰            | ۲۰۱۳    | ۵٬۶۶۴٬۰۰۰         | ۲۰۱۳  |
| ۱۵   | برزیل                     | ۱۳٬۱۵۰٬۰۰۰٬۰۰۰         | ۰۱-ژانویه-۱۳ | ۲٬۰۲۳٬۹۰۰        | ۲۰۱۳                | ۲٬۵۹۴٬۰۰۰       | ۲۰۱۱    | ۶۱۹٬۱۰۰           | ۲۰۱۰    | ۳۴۳٬۶۰۰           | ۲۰۱۰  |
| ۱۶   | الجزایر                   | ۱۲٬۲۰۰٬۰۰۰٬۰۰۰         | ۰۱-ژانویه-۱۳ | ۱٬۴۶۱٬۸۰۰        | ۲۰۱۳                | ۳۱۶٬۴۰۰         | ۲۰۱۱    | ۱٬۰۹۷٬۰۰۰         | ۲۰۱۰    | ۶٬۴۰۰             | ۲۰۱۰  |
| ۱۷   | آنگولا                    | ۱۰٬۴۷۰٬۰۰۰٬۰۰۰         | ۰۱-ژانویه-۱۳ | ۱٬۸۳۰٬۷۰۰        | ۲۰۱۳                | ۷۹٬۴۳۰          | ۲۰۱۱    | ۱٬۹۲۸٬۰۰۰         | ۲۰۱۰    | ۰                 | ۲۰۱۰  |
| ۱۸   | مکزیک                     | ۱۰٬۲۶۰٬۰۰۰٬۰۰۰         | ۰۱-ژانویه-۱۳ | ۲٬۵۶۱٬۹۰۰        | ۲۰۱۳                | ۲٬۱۳۳٬۰۰۰       | ۲۰۱۱    | ۱٬۴۶۰٬۰۰۰         | ۲۰۱۰    | ۰                 | ۲۰۱۰  |
| ۱۹   | اکوادور                   | ۸٬۲۴۰٬۰۰۰٬۰۰۰          | ۰۱-ژانویه-۱۳ | ۵۲۶٬۱۰۰          | ۲۰۱۳                | ۲۸۰٬۰۰۰         | ۲۰۱۲    | ۴۱۳٬۰۰۰           | ۲۰۱۳    | ۱۵۴٬۰۰۰           | ۲۰۱۲  |
| ۲۰   | جمهوری آذربایجان          | ۷٬۰۰۰٬۰۰۰٬۰۰۰          | ۰۱-ژانویه-۱۳ | ۸۷۰٬۶۰۰          | ۲۰۱۳                | ۱۶۸٬۰۰۰         | ۲۰۱۱    | ۸۲۱٬۰۰۰           | ۲۰۱۱    | ۰                 | ۲۰۱۰  |
| ۲۱   | عمان                      | ۵٬۵۰۰٬۰۰۰٬۰۰۰          | ۰۱-ژانویه-۱۳ | ۹۳۹٬۹۰۰          | ۲۰۱۳                | ۹۸٬۰۰۰          | ۲۰۱۱    | ۷۰۵٬۱۰۰           | ۲۰۱۰    | ۰                 | ۲۰۱۰  |
| ۲۲   | هند                       | ۵٬۴۷۶٬۰۰۰٬۰۰۰          | ۰۱-ژانویه-۱۳ | ۷۷۲٬۱۰۰          | ۲۰۱۳                | ۳٬۲۹۲٬۰۰۰       | ۲۰۱۱    | ۰                 | ۲۰۱۰    | ۳٬۲۷۲٬۰۰۰         | ۲۰۱۰  |
| ۲۳   | نروژ                      | ۵٬۳۶۶٬۰۰۰٬۰۰۰          | ۰۱-ژانویه-۱۰ | ۱٬۵۲۹٬۹۰۰        | ۲۰۱۳                | ۲۵۵٬۲۰۰         | ۲۰۱۱    | ۱٬۶۰۲٬۰۰۰         | ۲۰۱۰    | ۱۱٬۳۲۰            | ۲۰۱۰  |
| ۲۴   | مصر                       | ۴٬۴۰۰٬۰۰۰٬۰۰۰          | ۰۱-ژانویه-۱۳ | ۵۱۴٬۴۰۰          | ۲۰۱۳                | ۸۱۶٬۳۰۰         | ۲۰۱۱    | ۸۵٬۰۰۰            | ۲۰۱۰    | ۴۸٬۷۴۰            | ۲۰۱۰  |
| ۲۵   | ویتنام                    | ۴٬۴۰۰٬۰۰۰٬۰۰۰          | ۰۱-ژانویه-۱۳ | ۳۳۵٬۵۰۰          | ۲۰۱۳                | ۲۵۹٬۹۰۰         | ۲۰۱۲    | ۱۸۸٬۰۰۰           | ۲۰۱۲    | ۰                 | ۲۰۱۲  |
| ۲۶   | اندونزی                   | ۴٬۰۳۰٬۰۰۰٬۰۰۰          | ۰۱-ژانویه-۱۳ | ۸۲۵٬۲۰۰          | ۲۰۱۳                | ۱٬۳۲۲٬۰۰۰       | ۲۰۱۱    | ۳۳۸٬۱۰۰           | ۲۰۱۰    | ۳۸۸٬۴۰۰           | ۲۰۱۰  |
| ۲۷   | مالزی                     | ۴٬۰۰۰٬۰۰۰٬۰۰۰          | ۰۱-ژانویه-۱۳ | ۵۱۵٬۷۰۰          | ۲۰۱۳                | ۵۴۲٬۹۰۰         | ۲۰۱۱    | ۲۶۹٬۰۰۰           | ۲۰۱۲    | ۱۶۰٬۵۰۰           | ۲۰۱۰  |
| ۲۸   | سودان جنوبی               | ۳٬۷۵۰٬۰۰۰٬۰۰۰          | ۰۱-ژانویه-۱۳ | ۲۲۰،۰۰۰          | Second half of ۲۰۱۳ | نامعلوم         | نامعلوم | ۲۹۱٬۸۰۰           | ۲۰۱۰    | ۰                 | ۲۰۱۰  |
| ۲۹   | بریتانیا                  | ۳٬۱۲۲٬۰۰۰٬۰۰۰          | ۰۱-ژانویه-۱۳ | ۸۰۱٬۳۰۰          | ۲۰۱۳                | ۱٬۲۱۷٬۰۰۰       | ۲۰۱۳    | ۶۳۷٬۸۰۰           | ۲۰۱۳    | ۱٬۰۵۳٬۰۰۰         | ۲۰۱۳  |
| ۳۰   | یمن                       | ۳٬۰۰۰٬۰۰۰٬۰۰۰          | ۰۱-ژانویه-۱۳ | ۱۲۹٬۲۰۰          | ۲۰۱۳                | ۱۷۷٬۰۰۰         | ۲۰۱۱    | ۱۷۵٬۲۰۰           | ۲۰۱۰    | ۰                 | ۲۰۱۰  |
| ۳۱   | آرژانتین                  | ۲٬۸۰۵٬۰۰۰٬۰۰۰          | ۰۱-ژانویه-۱۳ | ۵۳۹٬۸۰۰          | ۲۰۱۳                | ۶۷۸٬۱۰۰         | ۲۰۱۱    | ۹۰٬۹۲۰            | ۲۰۱۰    | ۰                 | ۲۰۱۰  |
| ۳۲   | سوریه                     | ۲٬۵۰۰٬۰۰۰٬۰۰۰          | ۰۱-ژانویه-۱۳ | ۵۸٬۰۰۰           | ۲۰۱۳                | ۲۵۸٬۸۰۰         | ۲۰۱۱    | ۱۵۲٬۴۰۰           | ۲۰۱۰    | ۰                 | ۲۰۱۰  |
| ۳۳   | اوگاندا                   | ۲٬۵۰۰٬۰۰۰٬۰۰۰          | ۰۱-ژانویه-۱۰ | ۰                | ۲۰۱۳                | ۱۶٬۹۳۰          | ۲۰۱۱    | ۰                 | ۲۰۱۰    | ۰                 | ۲۰۱۰  |
| ۳۴   | کلمبیا                    | ۲٬۲۰۰٬۰۰۰٬۰۰۰          | ۰۱-ژانویه-۱۳ | ۱٬۰۰۳٬۲۰۰        | ۲۰۱۳                | ۲۸۷٬۰۰۰         | ۲۰۱۱    | ۷۷۷٬۹۰۰           | -۲۰۰۹   | ۱۰                | ۲۰۱۱  |
| ۳۵   | گابن                      | ۲٬۰۰۰٬۰۰۰٬۰۰۰          | ۰۱-ژانویه-۱۳ | ۲۴۳٬۲۰۰          | ۲۰۱۳                | ۱۵٬۸۰۰          | ۲۰۱۱    | ۲۲۵٬۳۰۰           | ۲۰۱۰    | ۰                 | ۲۰۱۰  |
| ۳۶   | جمهوری کنگو               | ۱٬۶۰۰٬۰۰۰٬۰۰۰          | ۰۱-ژانویه-۱۳ | ۲۶۵٬۵۰۰          | ۲۰۱۳                | ۱۰٬۷۱۰          | ۲۰۱۱    | ۲۹۰٬۰۰۰           | ۲۰۱۱    | ۰                 | ۲۰۱۱  |
| ۳۷   | چاد                       | ۱٬۵۰۰٬۰۰۰٬۰۰۰          | ۰۱-ژانویه-۱۳ | ۹۷٬۹۰۰           | ۲۰۱۳                | ۱٬۸۱۷           | ۲۰۱۱    | ۱۲۵٬۷۰۰           | ۲۰۱۰    | ۰                 | ۲۰۱۰  |
| ۳۸   | استرالیا                  | ۱٬۴۳۳٬۰۰۰٬۰۰۰          | ۰۱-ژانویه-۱۳ | ۳۳۲٬۴۰۰          | ۲۰۱۳                | ۱٬۰۲۳٬۰۰۰       | ۲۰۱۱    | ۳۱۴٬۱۰۰           | ۲۰۱۰    | ۴۷۵٬۹۰۰           | ۲۰۱۰  |
| ۳۹   | سودان                     | ۱٬۲۵۰٬۰۰۰٬۰۰۰          | ۰۱-ژانویه-۱۳ | ۲۸٬۸۳۰           | ۲۰۱۲                | ۹۵٬۴۵۰          | ۲۰۱۱    | ۹۷٬۲۷۰            | ۲۰۱۰    | ۰                 | ۲۰۱۰  |
| ۴۰   | برونئی                    | ۱٬۱۰۰٬۰۰۰٬۰۰۰          | ۰۱-ژانویه-۱۳ | ۱۲۲٬۰۰۰          | ۲۰۱۳                | ۱۴٬۶۴۰          | ۲۰۱۱    | ۱۴۷٬۹۰۰           | ۲۰۱۰    | ۰                 | ۲۰۱۱  |
| ۴۱   | گینه استوایی              | ۱٬۱۰۰٬۰۰۰٬۰۰۰          | ۰۱-ژانویه-۱۳ | ۲۶۹٬۸۰۰          | ۲۰۱۳                | ۱٬۵۸۸           | ۲۰۱۱    | ۳۱۹٬۱۰۰           | ۲۰۱۰    | ۰                 | ۲۰۱۰  |
| ۴۲   | دانمارک                   | ۸۰۵٬۰۰۰٬۰۰۰            | ۰۱-ژانویه-۱۳ | ۱۷۵٬۴۰۰          | ۲۰۱۳                | ۱۶۰٬۲۰۰         | ۲۰۱۱    | ۱۵۵٬۲۰۰           | ۲۰۱۰    | ۵۵٬۰۱۰            | ۲۰۱۰  |
| ۴۳   | ترینیداد و توباگو         | ۷۲۸٬۳۰۰٬۰۰۰            | ۰۱-ژانویه-۱۳ | ۸۱٬۳۰۰           | ۲۰۱۳                | ۴۱٬۰۰۰          | ۲۰۱۱    | ۷۵٬۳۴۰            | ۲۰۱۰    | ۷۰٬۲۶۰            | ۲۰۱۰  |
| ۴۴   | غنا                       | ۶۶۰٬۰۰۰٬۰۰۰            | ۰۱-ژانویه-۱۳ | ۹۷٬۹۰۰           | ۲۰۱۳                | ۶۱٬۵۹۰          | ۲۰۱۱    | ۰                 | ۲۰۱۰    | ۳۲٬۰۶۰            | ۲۰۱۰  |
| ۴۵   | ترکمنستان                 | ۶۰۰٬۰۰۰٬۰۰۰            | ۰۱-ژانویه-۱۳ | ۲۲۸٬۵۰۰          | ۲۰۱۳                | ۱۴۵٬۰۰۰         | ۲۰۱۱    | ۶۷٬۰۰۰            | ۲۰۱۲    | ۰                 | ۲۰۱۰  |
| ۴۶   | رومانی                    | ۶۰۰٬۰۰۰٬۰۰۰            | ۰۱-ژانویه-۱۳ | ۸۵٬۱۰۰           | ۲۰۱۳                | ۲۱۸٬۲۰۰         | ۲۰۱۱    | ۱٬۶۰۴             | ۲۰۱۰    | ۱۲۲٬۰۰۰           | ۲۰۱۰  |
| ۴۷   | ازبکستان                  | ۵۹۴٬۰۰۰٬۰۰۰            | ۰۱-ژانویه-۱۳ | ۷۰٬۰۰۰           | ۲۰۱۳                | ۱۳۷٬۱۰۰         | ۲۰۱۱    | ۰                 | ۲۰۱۰    | ۰                 | ۲۰۱۰  |
| ۴۸   | پرو                       | ۵۷۹٬۲۰۰٬۰۰۰            | ۰۱-ژانویه-۱۳ | ۶۲٬۹۰۰           | ۲۰۱۳                | ۲۰۶٬۹۰۰         | ۲۰۱۲    | ۱۵٬۶۱۰            | ۲۰۱۲    | ۹۹٬۵۹۰            | ۲۰۱۲  |
| ۴۹   | ایتالیا                   | ۵۲۱٬۳۰۰٬۰۰۰            | ۰۱-ژانویه-۱۳ | ۱۰۱٬۸۰۰          | ۲۰۱۳                | ۱٬۴۵۴٬۰۰۰       | ۲۰۱۱    | ۶٬۳۰۰             | ۲۰۱۰    | ۱٬۵۹۱٬۰۰۰         | ۲۰۱۰  |
| ۵۰   | تایلند                    | ۴۵۳٬۳۰۰٬۰۰۰            | ۰۱-ژانویه-۱۳ | ۲۴۰٬۶۰۰          | ۲۰۱۳                | ۷۲۱٬۱۰۰         | ۲۰۱۱    | ۳۲٬۲۰۰            | ۲۰۱۱    | ۷۹۳٬۹۰۰           | ۲۰۱۱  |
| ۵۱   | تونس                      | ۴۲۵٬۰۰۰٬۰۰۰            | ۰۱-ژانویه-۱۳ | ۶۲٬۲۰۰           | ۲۰۱۳                | ۸۸٬۳۸۰          | ۲۰۱۱    | ۷۷٬۹۸۰            | ۲۰۱۰    | ۳٬۶۸۰             | ۲۰۱۰  |
| ۵۲   | اوکراین                   | ۳۹۵٬۰۰۰٬۰۰۰            | ۰۱-ژانویه-۱۳ | ۴۳٬۲۰۰           | ۲۰۱۳                | ۳۲۰٬۶۰۰         | ۲۰۱۱    | ۰                 | ۲۰۱۰    | ۱۵۵٬۳۰۰           | ۲۰۱۰  |
| ۵۳   | هلند                      | ۳۵۲٬۰۰۰٬۰۰۰            | ۰۱-ژانویه-۱۳ | ۲۲٬۹۰۰           | ۲۰۱۳                | ۱٬۰۱۰٬۰۰۰       | ۲۰۱۱    | ۳۵٬۵۰۰            | ۲۰۱۳    | ۱٬۲۰۲٬۰۰۰         | ۲۰۱۲  |
| ۵۴   | ترکیه                     | ۲۷۰٬۴۰۰٬۰۰۰            | ۰۱-ژانویه-۱۳ | ۴۶٬۲۰۰           | ۲۰۱۳                | ۷۰۶٬۱۰۰         | ۲۰۱۱    | ۰                 | ۲۰۱۰    | ۳۳۸٬۹۰۰           | ۲۰۱۰  |
| ۵۵   | آلمان                     | ۲۵۴٬۲۰۰٬۰۰۰            | ۰۱-ژانویه-۱۳ | ۵۵٬۹۰۰           | ۲۰۱۳                | ۲٬۴۰۰٬۰۰۰       | ۲۰۱۱    | ۱۴٬۲۶۰            | ۲۰۱۰    | ۱٬۸۷۶٬۰۰۰         | ۲۰۱۰  |
| ۵۶   | پاکستان                   | ۲۴۷٬۵۰۰٬۰۰۰            | ۰۱-ژانویه-۱۳ | ۵۹٬۹۰۰           | ۲۰۱۳                | ۴۲۶٬۷۰۰         | ۲۰۱۱    | ۰                 | ۲۰۱۰    | ۱۵۱٬۲۰۰           | ۲۰۱۰  |
| ۵۷   | بولیوی                    | ۲۰۹٬۸۰۰٬۰۰۰            | ۰۱-ژانویه-۱۳ | ۴۷٬۰۰۰           | ۲۰۱۳                | ۵۵٬۵۶۰          | ۲۰۱۳    | ۶۱                | ۲۰۱۳    | ۰                 | ۲۰۱۳  |
| ۵۸   | کامرون                    | ۲۰۰٬۰۰۰٬۰۰۰            | ۰۱-ژانویه-۱۳ | ۶۲٬۸۰۰           | ۲۰۱۳                | ۲۹٬۴۱۰          | ۲۰۱۱    | ۵۵٬۶۸۰            | ۲۰۱۰    | ۳۴٬۲۲۰            | ۲۰۱۰  |
| ۵۹   | بلاروس                    | ۱۹۸٬۰۰۰٬۰۰۰            | ۰۱-ژانویه-۱۳ | ۳۰٬۰۰۰           | ۲۰۱۳                | ۱۸۸٬۸۰۰         | ۲۰۱۱    | ۰                 | ۲۰۱۰    | ۲۹۴٬۸۰۰           | ۲۰۱۰  |
| ۶۰   | جمهوری دموکراتیک کنگو     | ۱۸۰٬۰۰۰٬۰۰۰            | ۰۱-ژانویه-۱۳ | ۲۰٬۰۰۰           | ۲۰۱۳                | ۱۰٬۲۴۰          | ۲۰۱۱    | ۲۲٬۲۴۰            | ۲۰۱۰    | ۰                 | ۲۰۱۰  |
| ۶۱   | آلبانی                    | ۱۷۲٬۴۰۰٬۰۰۰            | ۰۱-ژانویه-۱۳ | ۱۷٬۰۰۰           | ۲۰۱۳                | ۳۸٬۳۹۰          | ۲۰۱۱    | ۲۳٬۳۲۰            | ۲۰۱۳    | ۰                 | ۲۰۱۳  |
| ۶۲   | لهستان                    | ۱۵۶٬۵۰۰٬۰۰۰            | ۰۱-ژانویه-۱۰ | ۱۹٬۲۰۰           | ۲۰۱۳                | ۵۷۶٬۶۰۰         | ۲۰۱۱    | ۳٬۶۱۵             | ۲۰۱۱    | ۵۴۷٬۹۰۰           | ۲۰۱۱  |
| ۶۳   | پاپوآ گینه نو             | ۱۵۴٬۳۰۰٬۰۰۰            | ۰۱-ژانویه-۱۳ | ۲۸٬۱۰۰           | ۲۰۱۳                | ۳۶٬۳۲۰          | ۲۰۱۱    | ۲۸٬۴۰۰            | ۲۰۱۰    | ۱۴٬۸۸۰            | ۲۰۱۰  |
| ۶۴   | اسپانیا                   | ۱۵۰٬۰۰۰٬۰۰۰            | ۰۱-ژانویه-۱۳ | ۸٬۰۰۰            | ۲۰۱۳                | ۱٬۳۸۴٬۰۰۰       | ۲۰۱۱    | ۰                 | ۲۰۱۰    | ۱٬۰۶۱٬۰۰۰         | ۲۰۱۰  |
| ۶۵   | شیلی                      | ۱۵۰٬۰۰۰٬۰۰۰            | ۰۱-ژانویه-۱۳ | ۶٬۷۰۰            | ۲۰۱۳                | ۳۲۱٬۷۰۰         | ۲۰۱۱    | ۰                 | ۲۰۱۰    | ۱۶۹٬۷۰۰           | ۲۰۱۰  |
| ۶۶   | فیلیپین                   | ۱۳۸٬۵۰۰٬۰۰۰            | ۰۱-ژانویه-۱۳ | ۲۱٬۰۰۰           | ۲۰۱۳                | ۳۱۵٬۶۰۰         | ۲۰۱۱    | ۲۰٬۰۹۰            | ۲۰۱۰    | ۱۸۲٬۰۰۰           | ۲۰۱۰  |
| ۶۷   | بحرین                     | ۱۲۴٬۶۰۰٬۰۰۰            | ۰۱-ژانویه-۱۳ | ۴۸٬۰۰۰           | ۲۰۱۳                | ۵۱٬۴۵۰          | ۲۰۱۲    | ۱۵۲٬۶۰۰           | ۲۰۱۲    | ۲۵۶٬۰۰۰           | ۲۰۱۱  |
| ۶۸   | کوبا                      | ۱۲۴٬۰۰۰٬۰۰۰            | ۰۱-ژانویه-۱۳ | ۵۰٬۰۰۰           | ۲۰۱۳                | ۱۵۰٬۲۰۰         | ۲۰۱۱    | ۸۳٬۰۰۰            | ۲۰۱۲    | ۱۶۵٬۰۰۰           | ۲۰۱۲  |
| ۶۹   | ساحل عاج                  | ۱۰۰٬۰۰۰٬۰۰۰            | ۰۱-ژانویه-۱۳ | ۳۷٬۰۰۰           | ۲۰۱۳                | ۲۴٬۶۳۰          | ۲۰۱۱    | ۳۲٬۱۹۰            | ۲۰۱۰    | ۴۹٬۷۸۰            | ۲۰۱۰  |
| ۷۰   | فرانسه                    | ۸۵٬۱۸۰٬۰۰۰             | ۰۱-ژانویه-۱۳ | ۱۶٬۰۰۰           | ۲۰۱۳                | ۱٬۷۹۲٬۰۰۰       | ۲۰۱۱    | ۰                 | ۲۰۱۰    | ۱٬۲۹۸٬۰۰۰         | ۲۰۱۰  |
| ۷۱   | اتریش                     | ۸۵٬۰۰۰٬۰۰۰             | ۰۱-ژانویه-۱۲ | ۱۶٬۲۰۰           | ۲۰۱۳                | ۲۱۰٬۷۰۰         | ۲۰۱۱    | ۰                 | ۲۰۱۱    | ۱۳۹٬۰۰۰           | ۲۰۱۱  |
| ۷۲   | گواتمالا                  | ۸۳٬۰۷۰٬۰۰۰             | ۰۱-ژانویه-۱۳ | ۱۰٬۰۰۰           | ۲۰۱۳                | ۸۰٬۸۱۰          | ۲۰۱۱    | ۱۰٬۹۶۰            | ۲۰۱۰    | ۰                 | ۲۰۱۰  |
| ۷۳   | نیوزیلند                  | ۸۱٬۴۰۰٬۰۰۰             | ۰۱-ژانویه-۱۳ | ۳۵٬۳۰۰           | ۲۰۱۳                | ۱۴۸٬۹۰۰         | ۲۰۱۱    | ۴۷٬۲۹۰            | ۲۰۱۰    | ۹۹٬۸۱۰            | ۲۰۱۰  |
| ۷۴   | صربستان                   | ۷۷٬۵۰۰٬۰۰۰             | ۰۱-ژانویه-۱۳ | ۱۶٬۵۰۰           | ۲۰۱۳                | ۷۲٬۷۷۰          | ۲۰۱۳    | ۰                 | ۲۰۱۳    | ۳۳٬۳۳۰            | ۲۰۱۳  |
| ۷۵   | سورینام                   | ۷۶٬۸۰۰٬۰۰۰             | ۰۱-ژانویه-۱۳ | ۱۵٬۰۰۰           | ۲۰۱۳                | ۱۴٬۱۰۰          | ۲۰۱۱    | ۷٬۶۲۱             | ۲۰۱۰    | ۱                 | ۲۰۱۰  |
| ۷۶   | کرواسی                    | ۷۱٬۰۰۰٬۰۰۰             | ۰۱-ژانویه-۱۳ | ۱۲٬۰۰۰           | ۲۰۱۳                | ۷۴٬۴۱۰          | ۲۰۱۲    | ۰                 | ۲۰۱۳    | ۵۱٬۴۷۰            | ۲۰۱۳  |
| ۷۷   | میانمار                   | ۵۰٬۰۰۰٬۰۰۰             | ۰۱-ژانویه-۱۳ | ۲۰٬۰۰۰           | ۲۰۱۳                | ۴۰٬۶۲۰          | ۲۰۱۱    | ۰                 | ۲۰۱۰    | ۰                 | ۲۰۱۰  |
| ۷۸   | ژاپن                      | ۴۴٬۱۲۰٬۰۰۰             | ۰۱-ژانویه-۱۳ | ۴٬۷۰۰            | ۲۰۱۳                | ۴٬۴۶۴٬۰۰۰       | ۲۰۱۱    | ۰                 | ۲۰۱۰    | ۳٬۴۷۲٬۰۰۰         | ۲۰۱۰  |
| ۷۹   | قرقیزستان                 | ۴۰٬۰۰۰٬۰۰۰             | ۰۱-ژانویه-۱۳ | ۱٬۰۰۰            | ۲۰۱۳                | ۱۶٬۶۴۰          | ۲۰۱۱    | ۰                 | ۲۰۱۰    | ۰                 | ۲۰۱۰  |
| ۸۰   | گرجستان                   | ۳۵٬۰۰۰٬۰۰۰             | ۰۱-ژانویه-۱۳ | ۱٬۰۰۰            | ۲۰۱۳                | ۱۷٬۲۸۰          | ۲۰۱۱    | ۵۳۱               | ۲۰۱۲    | ۰                 | ۲۰۱۳  |
| ۸۱   | بنگلادش                   | ۲۸٬۰۰۰٬۰۰۰             | ۰۱-ژانویه-۱۳ | ۴٬۰۰۰            | ۲۰۱۲                | ۱۰۸٬۹۰۰         | ۲۰۱۱    | ۰                 | ۲۰۱۰    | ۲۳٬۶۲۰            | ۲۰۱۰  |
| ۸۲   | مجارستان                  | ۲۷٬۳۲۰٬۰۰۰             | ۰۱-ژانویه-۱۳ | ۱۲٬۰۰۰           | ۲۰۱۲                | ۱۴۱٬۱۰۰         | ۲۰۱۱    | ۰                 | ۲۰۱۰    | ۱۱۴٬۸۰۰           | ۲۰۱۰  |
| ۸۳   | موریتانی                  | ۲۰٬۰۰۰٬۰۰۰             | ۰۱-ژانویه-۱۳ | ۶٬۸۰۰            | ۲۰۱۲                | ۱۸٬۱۲۰          | ۲۰۱۱    | ۷٬۳۳۷             | ۲۰۱۰    | ۰                 | ۲۰۱۰  |
| ۸۴   | بلغارستان                 | ۱۵٬۰۰۰٬۰۰۰             | ۰۱-ژانویه-۱۳ | ۱٬۰۰۰            | ۲۰۱۲                | ۱۱۲٬۷۰۰         | ۲۰۱۱    | ۰                 | ۲۰۱۲    | ۱۲۴٬۷۰۰           | ۲۰۱۰  |
| ۸۵   | آفریقای جنوبی             | ۱۵٬۰۰۰٬۰۰۰             | ۰۱-ژانویه-۱۳ | ۳٬۶۰۰            | ۲۰۱۲                | ۵۹۰٬۹۰۰         | ۲۰۱۱    | ۰                 | ۲۰۱۰    | ۳۸۵٬۱۰۰           | ۲۰۱۰  |
| ۸۶   | جمهوری چک                 | ۱۵٬۰۰۰٬۰۰۰             | ۰۱-ژانویه-۱۳ | ۳٬۰۰۰            | ۲۰۱۲                | ۱۹۹٬۰۰۰         | ۲۰۱۱    | ۴۰۴               | ۲۰۱۰    | ۱۵۴٬۰۰۰           | ۲۰۱۰  |
| ۸۷   | تاجیکستان                 | ۱۲٬۰۰۰٬۰۰۰             | ۰۱-ژانویه-۱۳ | ۵۵۳              | ۲۰۱۳                | ۲۰٬۰۹۰          | ۲۰۱۳    | ۰                 | ۲۰۱۳    | ۰                 | ۲۰۱۳  |
| ۸۸   | لیتوانی                   | ۱۲٬۰۰۰٬۰۰۰             | ۰۱-ژانویه-۱۳ | ۹٬۱۱۱            | ۲۰۱۲                | ۷۰٬۳۹۰          | ۲۰۱۱    | ۲٬۱۸۱             | ۲۰۱۰    | ۱۹۰٬۱۰۰           | ۲۰۱۰  |
| ۸۹   | اسرائیل                   | ۱۱٬۵۰۰٬۰۰۰             | ۰۱-ژانویه-۱۳ | ۵٬۸۳۹            | ۲۰۱۲                | ۲۳۸٬۴۰۰         | ۲۰۱۱    | ۰                 | ۲۰۱۰    | ۲۶۰٬۶۰۰           | ۲۰۱۰  |
| ۹۰   | یونان                     | ۱۰٬۰۰۰٬۰۰۰             | ۰۱-ژانویه-۱۳ | ۷٬۴۹۷            | ۲۰۱۲                | ۳۴۳٬۴۰۰         | ۲۰۱۱    | ۱۷٬۰۲۰            | ۲۰۱۰    | ۴۰۵٬۵۰۰           | ۲۰۱۰  |
| ۹۱   | اسلواکی                   | ۹٬۰۰۰٬۰۰۰              | ۰۱-ژانویه-۱۳ | ۹٬۲۷۷            | ۲۰۱۲                | ۸۳٬۹۱۰          | ۲۰۱۱    | ۲۶۳               | ۲۰۱۰    | ۱۰۸٬۴۰۰           | ۲۰۱۰  |
| ۹۲   | بنین                      | ۸٬۰۰۰٬۰۰۰              | ۰۱-ژانویه-۱۳ | ۰                | ۲۰۱۲                | ۲۹٬۱۷۰          | ۲۰۱۱    | ۰                 | ۲۰۱۰    | ۰                 | ۲۰۱۰  |
| ۹۳   | بلیز                      | ۶٬۷۰۰٬۰۰۰              | ۰۱-ژانویه-۱۳ | ۳٬۲۳۹            | ۲۰۱۲                | ۷٬۰۴۴           | ۲۰۱۱    | ۴٬۳۴۵             | ۲۰۱۰    | ۰                 | ۲۰۱۰  |
| ۹۴   | تایوان                    | ۲٬۳۸۰٬۰۰۰              | ۰۱-ژانویه-۱۳ | ۲۱٬۶۸۰           | ۲۰۱۲                | ۷۸۶٬۱۰۰         | ۲۰۱۱    | ۰                 | ۲۰۱۱    | ۸۸۵٬۹۰۰           | ۲۰۱۰  |
| ۹۵   | باربادوس                  | ۲٬۲۶۰٬۰۰۰              | ۰۱-ژانویه-۱۳ | ۱٬۰۰۱            | ۲۰۱۲                | ۸٬۳۳۹           | ۲۰۱۱    | ۷۶۵               | ۲۰۱۰    | ۰                 | ۲۰۱۰  |
| ۹۶   | اردن                      | ۱٬۰۰۰٬۰۰۰              | ۰۱-ژانویه-۱۳ | ۱۶۵              | ۲۰۱۲                | ۱۰۷٬۰۰۰         | ۲۰۱۱    | ۰                 | ۲۰۱۰    | ۶۸٬۳۲۰            | ۲۰۱۰  |
| ۹۷   | مراکش                     | ۶۸۰٬۰۰۰                | ۰۱-ژانویه-۱۳ | ۵٬۰۵۷            | ۲۰۱۲                | ۲۰۳٬۶۰۰         | ۲۰۱۱    | ۰                 | ۲۰۱۰    | ۱۲۲٬۹۰۰           | ۲۰۱۰  |
| ۹۸   | اتیوپی                    | ۴۳۰٬۰۰۰                | ۰۱-ژانویه-۱۳ | ۱۰۰              | ۲۰۱۲                | ۴۹٬۰۸۰          | ۲۰۱۱    | ۰                 | ۲۰۱۰    | ۰                 | ۲۰۱۰  |
| ۹۹   | مولدووا                   | ۷٬۳۳۰                  | ۰۱-ژانویه-۱۳ | ۲۲۱              | ۲۰۱۲                | ۱۵٬۳۲۰          | ۲۰۱۲    | ۰                 | ۲۰۱۲    | ۰                 | ۲۰۱۲  |
| ۱۰۰  | آروبا                     | ۰                      | ۰۱-ژانویه-۱۳ | ۲٬۸۱۱            | ۲۰۱۲                | ۵٬۶۶۱           | ۲۰۱۱    | ۰                 | ۲۰۱۰    | ۲۲۸٬۸۰۰           | ۲۰۱۰  |
| ۱۰۱  | آنتیگوآ و باربودا         | ۰                      | ۰۱-ژانویه-۱۳ | ۰                | ۲۰۱۲                | ۵٬۰۰۰           | ۲۰۱۱    | ۰                 | ۲۰۱۰    | ۰                 | ۲۰۱۰  |
| ۱۰۲  | ارمنستان                  | ۰                      | ۰۱-ژانویه-۱۳ | ۰                | ۲۰۱۳                | ۴۵٬۳۰۰          | ۲۰۱۱    | ۰                 | ۲۰۱۳    | ۰                 | ۲۰۱۳  |
| ۱۰۳  | ساموای آمریکا             | ۰                      | ۰۱-ژانویه-۱۳ | ۰                | ۲۰۱۲                | ۵٬۱۱۵           | ۲۰۱۱    | ۰                 | ۲۰۱۰    | ۰                 | ۲۰۱۰  |
| ۱۰۴  | بوتسوانا                  | ۰                      | ۰۱-ژانویه-۱۳ | ۰                | ۲۰۱۲                | ۱۵٬۴۲۰          | ۲۰۱۱    | ۰                 | ۲۰۱۰    | ۰                 | ۲۰۱۰  |
| ۱۰۵  | برمودا                    | ۰                      | ۰۱-ژانویه-۱۳ | ۰                | ۲۰۱۲                | ۲٬۷۴۷           | ۲۰۱۲    | ۰                 | ۲۰۱۰    | ۰                 | ۲۰۱۰  |
| ۱۰۶  | بلژیک                     | ۰                      | ۰۱-ژانویه-۱۳ | ۱۰٬۵۳۰           | ۲۰۱۲                | ۶۴۴٬۴۰۰         | ۲۰۱۱    | ۰                 | ۲۰۱۰    | ۶۶۷٬۷۰۰           | ۲۰۱۰  |
| ۱۰۷  | باهاما                    | ۰                      | ۰۱-ژانویه-۱۳ | ۰                | ۲۰۱۲                | ۳۶٬۳۰۰          | ۲۰۱۱    | ۰                 | ۲۰۱۰    | ۰                 | ۲۰۱۰  |
| ۱۰۸  | بوسنی و هرزگوین           | ۰                      | ۰۱-ژانویه-۱۳ | ۰                | ۲۰۱۲                | ۲۷٬۵۴۰          | ۲۰۱۱    | ۰                 | ۲۰۱۲    | ۲۲٬۱۴۰            | ۲۰۱۰  |
| ۱۰۹  | جزایر سلیمان              | ۰                      | ۰۱-ژانویه-۱۳ | ۰                | ۲۰۱۲                | ۱٬۷۲۸           | ۲۰۱۱    | ۰                 | ۲۰۱۰    | ۰                 | ۲۰۱۰  |
| ۱۱۰  | بوتان (کشور)              | ۰                      | ۰۱-ژانویه-۱۳ | ۰                | ۲۰۱۲                | ۱٬۷۱۹           | ۲۰۱۱    | ۰                 | ۲۰۱۰    | ۰                 | ۲۰۱۰  |
| ۱۱۱  | بوروندی                   | ۰                      | ۰۱-ژانویه-۱۳ | ۰                | ۲۰۱۲                | ۲٬۲۹۰           | ۲۰۱۱    | ۰                 | ۲۰۱۰    | ۰                 | ۲۰۱۰  |
| ۱۱۲  | کامبوج                    | ۰                      | ۰۱-ژانویه-۱۳ | ۱                | ۲۰۱۲                | ۳۹٬۳۵۰          | ۲۰۱۱    | ۰                 | ۲۰۱۰    | ۰                 | ۲۰۱۰  |
| ۱۱۳  | کوراسائو                  | ۰                      | ۰۱-ژانویه-۱۱ | نامعلوم          | نامعلوم             | ۷۲٬۰۰۰          | ۲۰۱۰    | نامعلوم           | نامعلوم | نامعلوم           | NA    |
| ۱۱۴  | سری‌لانکا                  | ۰                      | ۰۱-ژانویه-۱۳ | ۰                | ۲۰۱۲                | ۸۹٬۶۲۰          | ۲۰۱۱    | ۰                 | ۲۰۱۰    | ۳۶٬۳۸۰            | ۲۰۱۰  |
| ۱۱۵  | جزایر کیمن                | ۰                      | ۰۱-ژانویه-۱۳ | ۰                | ۲۰۱۲                | ۳٬۱۴۱           | ۲۰۱۱    | ۰                 | ۲۰۱۰    | ۰                 | ۲۰۱۰  |
| ۱۱۶  | کومور                     | ۰                      | ۰۱-ژانویه-۱۳ | ۰                | ۲۰۱۲                | ۱٬۰۲۵           | ۲۰۱۱    | ۰                 | ۲۰۱۰    | ۰                 | ۲۰۱۰  |
| ۱۱۷  | کاستاریکا                 | ۰                      | ۰۱-ژانویه-۱۳ | ۲۹۱              | ۲۰۱۲                | ۵۰٬۲۰۰          | ۲۰۱۱    | ۰                 | ۲۰۱۰    | ۱۰٬۰۴۰            | ۲۰۱۰  |
| ۱۱۸  | جمهوری آفریقای مرکزی      | ۰                      | ۰۱-ژانویه-۱۳ | ۰                | ۲۰۱۲                | ۳٬۱۷۵           | ۲۰۱۱    | ۰                 | ۲۰۱۰    | ۰                 | ۲۰۱۰  |
| ۱۱۹  | کیپ ورد                   | ۰                      | ۰۱-ژانویه-۱۳ | ۰                | ۲۰۱۲                | ۲٬۶۰۸           | ۲۰۱۱    | ۰                 | ۲۰۱۰    | ۰                 | ۲۰۱۰  |
| ۱۲۰  | جزایر کوک                 | ۰                      | ۰۱-ژانویه-۱۳ | ۰                | ۲۰۱۲                | ۹۷۴             | ۲۰۱۱    | ۰                 | ۲۰۱۰    | ۰                 | ۲۰۱۰  |
| ۱۲۱  | قبرس                      | ۰                      | ۰۱-ژانویه-۱۳ | ۸                | ۲۰۱۲                | ۵۸٬۴۳۰          | ۲۰۱۱    | ۰                 | ۲۰۱۰    | ۰                 | ۲۰۱۰  |
| ۱۲۲  | جیبوتی                    | ۰                      | ۰۱-ژانویه-۱۳ | ۰                | ۲۰۱۲                | ۱۲٬۴۶۰          | ۲۰۱۱    | ۰                 | ۲۰۱۰    | ۰                 | ۲۰۱۰  |
| ۱۲۳  | دومینیکا                  | ۰                      | ۰۱-ژانویه-۱۳ | ۰                | ۲۰۱۲                | ۹۱۸             | ۲۰۱۱    | ۰                 | ۲۰۱۰    | ۰                 | ۲۰۱۰  |
| ۱۲۴  | جمهوری دومینیکن           | ۰                      | ۰۱-ژانویه-۱۳ | ۶۱               | ۲۰۱۲                | ۱۲۲٬۳۰۰         | ۲۰۱۱    | ۰                 | ۲۰۱۰    | ۲۷٬۲۶۰            | ۲۰۱۰  |
| ۱۲۵  | جمهوری ایرلند             | ۰                      | ۰۱-ژانویه-۱۳ | ۷۲۶              | ۲۰۱۲                | ۱۴۴٬۰۰۰         | ۲۰۱۱    | ۱٬۸۵۸             | ۲۰۱۰    | ۶۲٬۰۷۰            | ۲۰۱۰  |
| ۱۲۶  | استونی                    | ۰                      | ۰۱-ژانویه-۱۳ | ۱۱٬۰۰۰           | ۲۰۱۲                | ۲۶٬۳۴۰          | ۲۰۱۱    | ۷٬۶۲۴             | ۲۰۱۰    | ۰                 | ۲۰۱۰  |
| ۱۲۷  | اریتره                    | ۰                      | ۰۱-ژانویه-۱۳ | ۰                | ۲۰۱۲                | ۴٬۴۸۰           | ۲۰۱۱    | ۰                 | ۲۰۱۰    | ۰                 | ۲۰۱۰  |
| ۱۲۸  | السالوادور                | ۰                      | ۰۱-ژانویه-۱۳ | ۰                | ۲۰۱۱                | ۴۴٬۰۴۰          | ۲۰۱۱    | ۰                 | ۲۰۱۰    | ۱۶٬۱۶۰            | ۲۰۱۰  |
| ۱۲۹  | فنلاند                    | ۰                      | ۰۱-ژانویه-۱۳ | ۱۳٬۵۳۰           | ۲۰۱۲                | ۲۰۴٬۸۰۰         | ۲۰۱۱    | ۰                 | ۲۰۱۰    | ۲۱۴٬۷۰۰           | ۲۰۱۰  |
| ۱۳۰  | فیجی                      | ۰                      | ۰۱-ژانویه-۱۳ | ۳۰               | ۲۰۱۲                | ۱۷٬۸۱۰          | ۲۰۱۱    | ۰                 | ۲۰۱۰    | ۰                 | ۲۰۱۰  |
| ۱۳۱  | جزایر فالکلند             | ۰                      | ۰۱-ژانویه-۱۳ | ۰                | ۲۰۱۲                | ۳۰۰             | ۲۰۱۱    | ۰                 | ۲۰۱۰    | ۰                 | ۲۰۱۰  |
| ۱۳۲  | جزایر فارو                | ۰                      | ۰۱-ژانویه-۱۳ | ۰                | ۲۰۱۲                | ۴٬۸۷۱           | ۲۰۱۱    | ۰                 | ۲۰۱۰    | ۰                 | ۲۰۱۰  |
| ۱۳۳  | پلی‌نزی فرانسه             | ۰                      | ۰۱-ژانویه-۱۳ | ۰                | ۲۰۱۲                | ۸٬۰۰۰           | ۲۰۱۱    | ۰                 | ۲۰۱۰    | ۰                 | ۲۰۱۰  |
| ۱۳۴  | گامبیا                    | ۰                      | ۰۱-ژانویه-۱۳ | ۰                | ۲۰۱۲                | ۳٬۱۸۱           | ۲۰۱۱    | ۰                 | ۲۰۱۰    | ۰                 | ۲۰۱۰  |
| ۱۳۵  | جبل طارق                  | ۰                      | ۰۱-ژانویه-۱۳ | ۰                | ۲۰۱۲                | ۲۴٬۹۲۰          | ۲۰۱۱    | ۰                 | ۲۰۱۰    | ۰                 | ۲۰۱۰  |
| ۱۳۶  | گرنادا                    | ۰                      | ۰۱-ژانویه-۱۳ | ۰                | ۲۰۱۲                | ۲٬۸۰۳           | ۲۰۱۱    | ۰                 | ۲۰۱۰    | ۰                 | ۲۰۱۰  |
| ۱۳۷  | گرینلند                   | ۰                      | ۰۱-ژانویه-۱۳ | ۰                | ۲۰۱۲                | ۳٬۸۹۷           | ۲۰۱۱    | ۰                 | ۲۰۱۰    | ۰                 | ۲۰۱۰  |
| ۱۳۸  | گوآم                      | ۰                      | ۰۱-ژانویه-۱۳ | ۰                | ۲۰۱۲                | ۱۴٬۴۹۰          | ۲۰۱۱    | ۰                 | ۲۰۱۰    | ۰                 | ۲۰۱۰  |
| ۱۳۹  | گینه                      | ۰                      | ۰۱-ژانویه-۱۳ | ۰                | ۲۰۱۲                | ۸٬۶۷۱           | ۲۰۱۱    | ۰                 | ۲۰۱۰    | ۰                 | ۲۰۱۰  |
| ۱۴۰  | گویان                     | ۰                      | ۰۱-ژانویه-۱۳ | ۰                | ۲۰۱۲                | ۱۰٬۹۱۰          | ۲۰۱۱    | ۰                 | ۲۰۱۰    | ۰                 | ۲۰۱۰  |
| —    | نوار غزه                  | ۰                      | ۰۱-ژانویه-۱۰ | نامعلوم          | نامعلوم             | نامعلوم         | نامعلوم | نامعلوم           | نامعلوم | نامعلوم           | NA    |
| ۱۴۱  | هائیتی                    | ۰                      | ۰۱-ژانویه-۱۳ | ۰                | ۲۰۱۲                | ۱۴٬۰۰۰          | ۲۰۱۱    | ۰                 | ۲۰۱۰    | ۰                 | ۲۰۱۰  |
| ۱۴۲  | هنگ کنگ                   | ۰                      | ۰۱-ژانویه-۱۳ | ۰                | ۲۰۱۳                | ۳۳۳٬۹۰۰         | ۲۰۱۳    | ۰                 | ۲۰۱۳    | ۰                 | ۲۰۱۳  |
| ۱۴۳  | هندوراس                   | ۰                      | ۰۱-ژانویه-۱۳ | ۲۰               | ۲۰۱۲                | ۵۸٬۱۵۰          | ۲۰۱۱    | ۰                 | ۲۰۱۰    | ۰                 | ۲۰۱۰  |
| ۱۴۴  | ایسلند                    | ۰                      | ۰۱-ژانویه-۱۳ | ۰                | ۲۰۱۲                | ۲۰٬۷۷۰          | ۲۰۱۱    | ۰                 | ۲۰۱۰    | ۰                 | ۲۰۱۰  |
| ۱۴۵  | جامائیکا                  | ۰                      | ۰۱-ژانویه-۱۳ | ۲٬۱۲۰            | ۲۰۱۲                | ۷۸٬۵۲۰          | ۲۰۱۱    | ۰                 | ۲۰۱۰    | ۲۲٬۹۴۰            | ۲۰۱۰  |
| ۱۴۶  | کنیا                      | ۰                      | ۰۱-ژانویه-۱۳ | ۰                | ۲۰۱۱                | ۷۹٬۴۱۰          | ۲۰۱۱    | ۰                 | ۲۰۱۰    | ۳۱٬۰۴۰            | ۲۰۱۰  |
| ۱۴۷  | کره شمالی                 | ۰                      | ۰۱-ژانویه-۱۳ | ۰                | ۲۰۱۲                | ۱۵٬۰۰۰          | ۲۰۱۲    | ۰                 | ۲۰۱۰    | ۱۰٬۵۰۰            | ۲۰۱۲  |
| ۱۴۸  | کیریباتی                  | ۰                      | ۰۱-ژانویه-۱۳ | ۰                | ۲۰۱۲                | ۳۰۰             | ۲۰۱۱    | ۰                 | ۲۰۱۰    | ۰                 | ۲۰۱۰  |
| ۱۴۹  | کره جنوبی                 | ۰                      | نامعلوم      | ۰                | ۲۰۱۲                | ۲٬۳۰۱٬۰۰۰       | ۲۰۱۲    | ۰                 | ۲۰۱۰    | ۲٬۵۹۰٬۰۰۰         | ۲۰۱۲  |
| ۱۵۰  | لائوس                     | ۰                      | ۰۱-ژانویه-۱۳ | ۰                | ۲۰۱۲                | ۳٬۳۹۱           | ۲۰۱۱    | ۰                 | ۲۰۱۰    | ۰                 | ۲۰۱۰  |
| ۱۵۱  | لبنان                     | ۰                      | ۰۱-ژانویه-۱۳ | ۰                | ۲۰۱۲                | ۱۰۶٬۷۰۰         | ۲۰۱۱    | ۰                 | ۲۰۱۰    | ۰                 | ۲۰۱۰  |
| ۱۵۲  | لتونی                     | ۰                      | ۰۱-ژانویه-۱۳ | ۱٬۰۰۰            | ۲۰۱۲                | ۳۱٬۳۴۰          | ۲۰۱۱    | ۰                 | ۲۰۱۰    | ۰                 | ۲۰۱۰  |
| ۱۵۳  | لیبریا                    | ۰                      | ۰۱-ژانویه-۱۳ | ۰                | ۲۰۱۲                | ۳٬۵۳۳           | ۲۰۱۱    | ۰                 | ۲۰۱۰    | ۰                 | ۲۰۱۰  |
| ۱۵۴  | لسوتو                     | ۰                      | ۰۱-ژانویه-۱۳ | ۰                | ۲۰۱۲                | ۱٬۷۷۷           | ۲۰۱۱    | ۰                 | ۲۰۱۰    | ۰                 | ۲۰۱۰  |
| ۱۵۵  | لوکزامبورگ                | ۰                      | ۰۱-ژانویه-۱۳ | ۰                | ۲۰۱۲                | ۶۱٬۳۸۰          | ۲۰۱۱    | ۰                 | ۲۰۱۰    | ۰                 | ۲۰۱۰  |
| ۱۵۶  | ماداگاسکار                | ۰                      | ۰۱-ژانویه-۱۳ | ۰                | ۲۰۱۲                | ۱۷٬۴۸۰          | ۲۰۱۱    | ۰                 | ۲۰۱۰    | ۰                 | ۲۰۱۰  |
| —    | ماکائو                    | ۰                      | ۰۱-ژانویه-۱۳ | ۰                | ۲۰۱۳                | ۷٬۳۷۶           | ۲۰۱۳    | ۰                 | ۲۰۱۳    | ۰                 | ۲۰۱۳  |
| —    | مونتسرات                  | ۰                      | ۰۱-ژانویه-۱۳ | ۰                | ۲۰۱۲                | ۱٬۰۰۰           | ۲۰۱۱    | ۰                 | ۲۰۱۰    | ۰                 | ۲۰۱۰  |
| ۱۵۷  | مالاوی                    | ۰                      | ۰۱-ژانویه-۱۳ | ۲۰۰              | ۲۰۱۲                | ۱۲٬۰۶۰          | ۲۰۱۱    | ۰                 | ۲۰۱۰    | ۰                 | ۲۰۱۰  |
| ۱۵۸  | مونته‌نگرو                 | ۰                      | ۰۱-ژانویه-۱۲ | ۰                | ۲۰۱۲                | ۴٬۴۴۶           | ۲۰۱۱    | ۰                 | ۲۰۱۰    | ۰                 | ۲۰۱۰  |
| ۱۵۹  | مقدونیه شمالی             | ۰                      | ۰۱-ژانویه-۱۳ | ۰                | ۲۰۱۳                | ۱۷٬۴۹۰          | ۲۰۱۱    | ۰                 | -۲۰۱۳   | ۵۱٬۵۱۰            | ۲۰۱۳  |
| ۱۶۰  | مالی                      | ۰                      | ۰۱-ژانویه-۱۳ | ۰                | ۲۰۱۲                | ۴٬۹۹۴           | ۲۰۱۱    | ۰                 | ۲۰۱۰    | ۰                 | ۲۰۱۰  |
| ۱۶۱  | موریس                     | ۰                      | ۰۱-ژانویه-۱۳ | ۰                | ۲۰۱۲                | ۲۴٬۷۱۰          | ۲۰۱۱    | ۰                 | ۲۰۱۰    | ۰                 | ۲۰۱۰  |
| ۱۶۲  | مالت                      | ۰                      | نامعلوم      | ۰                | ۲۰۱۳                | ۱۹٬۵۲۰          | ۲۰۱۱    | ۰                 | ۲۰۱۳    | ۰                 | ۲۰۱۳  |
| ۱۶۳  | مالدیو                    | ۰                      | ۰۱-ژانویه-۱۳ | ۰                | ۲۰۱۲                | ۶٬۸۷۵           | ۲۰۱۱    | ۰                 | ۲۰۱۲    | ۰                 | ۲۰۱۲  |
| ۱۶۴  | موزامبیک                  | ۰                      | ۰۱-ژانویه-۱۳ | ۲۰               | ۲۰۱۲                | ۱۹٬۵۸۰          | ۲۰۱۱    | ۰                 | ۲۰۱۰    | ۰                 | ۲۰۱۰  |
| ۱۶۵  | کالدونیای جدید            | ۰                      | ۰۱-ژانویه-۱۳ | ۰                | ۲۰۱۲                | ۱۳٬۶۴۰          | ۲۰۱۱    | ۰                 | ۲۰۱۰    | ۰                 | ۲۰۱۰  |
| ۱۶۶  | نیووی                     | ۰                      | ۰۱-ژانویه-۱۳ | ۰                | ۲۰۱۲                | ۰               | ۲۰۱۱    | ۰                 | ۲۰۱۰    | ۰                 | ۲۰۱۰  |
| ۱۶۷  | وانواتو                   | ۰                      | ۰۱-ژانویه-۱۳ | ۰                | ۲۰۱۲                | ۱٬۱۷۰           | ۲۰۱۱    | ۰                 | ۲۰۱۰    | ۰                 | ۲۰۱۰  |
| ۱۶۸  | نپال                      | ۰                      | ۰۱-ژانویه-۱۳ | ۰                | ۲۰۱۲                | ۱۸٬۴۳۰          | ۲۰۱۱    | ۰                 | ۲۰۱۰    | ۰                 | ۲۰۱۰  |
| ۱۶۹  | نائورو                    | ۰                      | ۰۱-ژانویه-۱۳ | ۰                | ۲۰۱۲                | ۱٬۰۰۰           | ۲۰۱۱    | ۰                 | ۲۰۱۰    | ۰                 | ۲۰۱۰  |
| ۱۷۰  | نیکاراگوئه                | ۰                      | ۰۱-ژانویه-۱۳ | ۰                | ۲۰۱۳                | ۳۰٬۶۹۰          | ۲۰۱۱    | ۰                 | ۲۰۱۱    | ۱۲٬۹۱۰            | ۲۰۱۳  |
| ۱۷۱  | پاراگوئه                  | ۰                      | ۰۱-ژانویه-۱۳ | ۲٬۰۰۰            | ۲۰۱۲                | ۲۶٬۸۲۰          | ۲۰۱۱    | ۰                 | ۲۰۱۰    | ۰                 | ۲۰۱۰  |
| ۱۷۲  | پاناما                    | ۰                      | ۰۱-ژانویه-۱۰ | ۰                | ۲۰۱۲                | ۹۸٬۸۹۰          | ۲۰۱۱    | ۰                 | ۲۰۱۰    | ۰                 | ۲۰۱۰  |
| ۱۷۳  | پرتغال                    | ۰                      | ۰۱-ژانویه-۱۳ | ۵٬۲۵۰            | ۲۰۱۲                | ۲۵۹٬۷۰۰         | ۲۰۱۱    | ۰                 | ۲۰۱۰    | ۲۲۲٬۳۰۰           | ۲۰۱۰  |
| ۱۷۴  | گینه بیسائو               | ۰                      | ۰۱-ژانویه-۱۳ | ۰                | ۲۰۱۲                | ۲٬۹۲۲           | ۲۰۱۱    | ۰                 | ۲۰۱۰    | ۰                 | ۲۰۱۰  |
| ۱۷۵  | پورتوریکو                 | ۰                      | ۰۱-ژانویه-۱۳ | ۶۷۴              | ۲۰۱۲                | ۱۵۱٬۶۰۰         | ۲۰۱۱    | ۰                 | ۲۰۱۰    | ۰                 | ۲۰۱۰  |
| ۱۷۶  | رواندا                    | ۰                      | ۰۱-ژانویه-۱۳ | ۱۰               | ۲۰۱۲                | ۵٬۲۴۵           | ۲۰۱۱    | ۰                 | ۲۰۱۰    | ۰                 | ۲۰۱۰  |
| ۱۷۷  | سنت پیر و ماژلان          | ۰                      | ۰۱-ژانویه-۱۳ | ۰                | ۲۰۱۲                | ۹۷۴             | ۲۰۱۱    | ۰                 | ۲۰۱۰    | ۰                 | ۲۰۱۰  |
| ۱۷۸  | سنت کیتس و نویس           | ۰                      | ۰۱-ژانویه-۱۳ | ۰                | ۲۰۱۲                | ۱٬۴۹۶           | ۲۰۱۱    | ۰                 | ۲۰۱۰    | ۰                 | ۲۰۱۰  |
| ۱۷۹  | سیشل                      | ۰                      | ۰۱-ژانویه-۱۰ | ۰                | ۲۰۱۲                | ۷٬۷۹۳           | ۲۰۱۱    | ۰                 | ۲۰۱۰    | ۰                 | ۲۰۱۰  |
| ۱۸۰  | سنگال                     | ۰                      | ۰۱-ژانویه-۱۳ | ۰                | ۲۰۱۱                | ۴۰٬۶۰۰          | ۲۰۱۱    | ۰                 | ۲۰۱۰    | ۱۵٬۵۰۰            | ۲۰۱۰  |
| ۱۸۱  | سینت هلینا                | ۰                      | ۰۱-ژانویه-۱۳ | ۰                | ۲۰۱۲                | ۱۰۰             | ۲۰۱۱    | ۰                 | ۲۰۱۰    | ۰                 | ۲۰۱۰  |
| ۱۸۲  | اسلوونی                   | ۰                      | ۰۱-ژانویه-۱۳ | ۳۰۵              | ۲۰۱۲                | ۵۲٬۹۳۰          | ۲۰۱۱    | ۰                 | ۲۰۱۰    | ۰                 | ۲۰۱۰  |
| ۱۸۳  | سیرالئون                  | ۰                      | ۰۱-ژانویه-۱۳ | ۲۵               | ۲۰۱۲                | ۸٬۷۶۸           | ۲۰۱۱    | ۰                 | ۲۰۱۰    | ۰                 | ۲۰۱۰  |
| ۱۸۴  | سنگاپور                   | ۰                      | ۰۱-ژانویه-۱۳ | ۲۰٬۱۷۰           | ۲۰۱۲                | ۱٬۳۸۰٬۰۰۰       | ۲۰۱۲    | ۰                 | ۲۰۱۱    | ۱٬۱۳۷٬۰۰۰         | ۲۰۱۰  |
| ۱۸۵  | سومالی                    | ۰                      | ۰۱-ژانویه-۱۳ | ۰                | ۲۰۱۲                | ۵٬۶۵۹           | ۲۰۱۱    | ۰                 | ۲۰۱۰    | ۰                 | ۲۰۱۰  |
| ۱۸۶  | سنت لوسیا                 | ۰                      | ۰۱-ژانویه-۱۳ | ۰                | ۲۰۱۲                | ۲٬۹۲۲           | ۲۰۱۱    | ۰                 | ۲۰۱۰    | ۰                 | ۲۰۱۰  |
| ۱۸۷  | سوئد                      | ۰                      | ۰۱-ژانویه-۱۳ | ۱۱٬۲۷۰           | ۲۰۱۲                | ۳۱۶٬۰۰۰         | ۲۰۱۱    | ۰                 | ۲۰۱۰    | ۳۹۸٬۱۰۰           | ۲۰۱۰  |
| ۱۸۸  | سوئیس                     | ۰                      | ۰۱-ژانویه-۱۳ | ۳٬۶۱۳            | ۲۰۱۲                | ۲۵۸٬۲۰۰         | ۲۰۱۱    | ۰                 | ۲۰۱۱    | ۲۵۸٬۲۰۰           | ۲۰۱۱  |
| ۱۸۹  | جزایر تورکس و کایکوس      | ۰                      | ۰۱-ژانویه-۱۳ | ۰                | ۲۰۱۲                | ۹۹۹             | ۲۰۱۱    | ۰                 | ۲۰۱۰    | ۰                 | ۲۰۱۰  |
| —    | توکلائو                   | ۰                      | ۰۱-ژانویه-۱۳ | نامعلوم          | نامعلوم             | نامعلوم         | نامعلوم | نامعلوم           | نامعلوم | نامعلوم           | NA    |
| ۱۹۰  | تونگا                     | ۰                      | ۰۱-ژانویه-۱۰ | ۰                | ۲۰۱۲                | ۱٬۲۲۱           | ۲۰۱۱    | ۰                 | ۲۰۱۰    | ۰                 | ۲۰۱۰  |
| ۱۹۱  | توگو                      | ۰                      | ۰۱-ژانویه-۱۳ | ۰                | ۲۰۱۲                | ۲۸٬۶۷۰          | ۲۰۱۱    | ۰                 | ۲۰۱۰    | ۰                 | ۲۰۱۰  |
| ۱۹۲  | سائوتومه و پرنسیپ         | ۰                      | ۰۱-ژانویه-۱۰ | ۰                | ۲۰۱۲                | ۹۰۴             | ۲۰۱۱    | ۰                 | ۲۰۱۰    | ۰                 | ۲۰۱۰  |
| ۱۹۳  | تیمور شرقی                | ۰                      | ۰۱-ژانویه-۱۳ | ۷۹٬۴۹۰           | ۲۰۱۲                | ۲٬۷۵۵           | ۲۰۱۱    | ۸۷٬۰۰۰            | ۲۰۱۰    | ۰                 | ۲۰۱۰  |
| ۱۹۴  | تانزانیا                  | ۰                      | نامعلوم      | ۱۰               | ۲۰۱۲                | ۴۳٬۳۱۰          | ۲۰۱۱    | ۰                 | ۲۰۱۰    | ۰                 | ۲۰۱۰  |
| ۱۹۵  | بورکینافاسو               | ۰                      | ۰۱-ژانویه-۱۳ | ۰                | ۲۰۱۲                | ۹٬۹۶۰           | ۲۰۱۱    | ۰                 | ۲۰۱۰    | ۰                 | ۲۰۱۰  |
| ۱۹۶  | اروگوئه                   | ۰                      | ۰۱-ژانویه-۰۹ | ۱٬۱۸۳            | ۲۰۱۲                | ۵۱٬۱۰۰          | ۲۰۱۱    | ۰                 | ۲۰۱۰    | ۳۸٬۶۸۰            | ۲۰۱۰  |
| ۱۹۷  | سنت وینسنت و گرنادین‌ها    | ۰                      | ۰۱-ژانویه-۱۳ | ۰                | ۲۰۱۲                | ۱٬۹۴۸           | ۲۰۱۱    | ۰                 | ۲۰۱۰    | ۰                 | ۲۰۱۰  |
| ۱۹۸  | جزایر ویرجین انگلستان     | ۰                      | ۰۱-ژانویه-۱۳ | ۰                | ۲۰۱۲                | ۱٬۰۰۰           | ۲۰۱۱    | ۰                 | ۲۰۱۰    | ۰                 | ۲۰۱۰  |
| ۱۹۹  | جزایر ویرجین ایالات متحده | ۰                      | ۰۱-ژانویه-۱۳ | ۱۴٬۸۸۰           | ۲۰۱۲                | ۱۰۶٬۱۰۰         | ۲۰۱۱    | ۰                 | ۲۰۱۰    | ۴۰۲٬۰۰۰           | ۲۰۱۰  |
| ۲۰۰  | نامیبیا                   | ۰                      | ۰۱-ژانویه-۱۳ | ۰                | ۲۰۱۲                | ۲۲٬۹۹۰          | ۲۰۱۱    | ۰                 | ۲۰۱۰    | ۰                 | ۲۰۱۰  |
| ۲۰۱  | کرانه باختری              | ۰                      | ۰۱-ژانویه-۰۹ | ۰                | ۲۰۱۲                | ۲۹٬۳۱۰          | ۲۰۱۱    | ۰                 | ۲۰۱۰    | ۰                 | ۲۰۱۰  |
| ۲۰۲  | صحرای غربی                | ۰                      | ۰۱-ژانویه-۱۳ | ۰                | ۲۰۱۲                | ۱٬۹۴۸           | ۲۰۱۱    | ۰                 | ۲۰۱۰    | ۰                 | ۲۰۱۰  |
| ۲۰۳  | ساموآ                     | ۰                      | ۰۱-ژانویه-۱۳ | ۰                | ۲۰۱۲                | ۱٬۰۷۰           | ۲۰۱۱    | ۰                 | ۲۰۱۰    | ۰                 | ۲۰۱۰  |
| ۲۰۴  | اسواتینی                  | ۰                      | ۰۱-ژانویه-۱۰ | ۰                | ۲۰۱۲                | ۴٬۵۶۷           | ۲۰۱۱    | ۰                 | ۲۰۱۰    | ۰                 | ۲۰۱۰  |
| ۲۰۵  |                           | ۰                      | ۰۱-ژانویه-۱۳ | ۱۷۵              | ۲۰۱۲                | ۱۹٬۲۶۰          | ۲۰۱۱    | ۰                 | ۲۰۱۰    | ۱۲٬۵۰۰            | ۲۰۱۰  |
| ۲۰۶  |                           | ۰                      | ۰۱-ژانویه-۱۳ | ۱۲۰              | ۲۰۱۲                | ۱۹٬۰۳۰          | ۲۰۱۱    | ۰                 | ۲۰۱۰    | ۰                 | ۲۰۱۰  |